# Volpaia
Volpaia è una frazione del comune italiano di Radda in Chianti, nella provincia di Siena, in Toscana.
È un borgo fortificato d'origine medioevale entro le cui mura nasce il Chianti Classico dell'odierna Fattoria Castello di Volpaia il cui Chianti Classico Riserva è stato classificato da Wine Spectator come il 3° vino migliore del mondo.
Il primo documento che ne fa menzione fu redatto a Cintoia il 21 aprile 1172: esso testimonia che i fratelli Franculus e Galfredus da Cintoia, dopo essersi assicurati il consenso del padre e di "Liquiritia, uxor Franculi", accesero un prestito di 28 libbre d'argento con Spinello da Montegrossoli, concedendo in ipoteca i loro possedimenti, ch'erano situati nella "curte et castello de Vulpaio". Ma l'origine del castello è sicuramente molto più antica del documento.

## Le origini

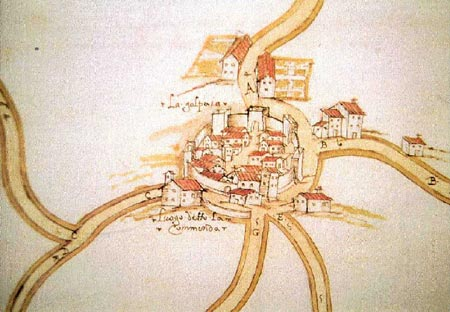
Pianta di Volpaia nel XVI secolo

Probabilmente il castello sorse intorno al X secolo, come altri che punteggiano il paesaggio dell'alta val di Pesa, e sorse in quel luogo, il crinale di una delle colline che si dipartono dalla Badia a Montemuro in direzione di Radda, perché essendo posto sullo spartiacque di due piccole valli, formate da affluenti della Pesa, è facilmente difendibile. Era questo un requisito prezioso in quell'epoca (che l'assestarsi della società feudale aveva reso profondamente insicura) e che del resto era all'origine della maggior parte dei castelli toscani sorti allora.
Per Volpaia, la situazione strategica era doppiamente importante perché si trovava in terra di frontiera, tra Firenze e Siena. Dal punto di vista politico, il borgo fortificato rientrava, insieme alla vicina pieve di Santa Maria Novella, nell'ambito della "judicaria florentina" fin dall'XI secolo, ma risulta compreso con certezza nel territorio dipendente da Firenze solo a partire dalla seconda metà del XII secolo, epoca in cui si ebbero i primi regolamenti di confine tra la repubblica senese e quella fiorentina. Così, quando quest'ultima andò organizzando nel 1250 il proprio territorio in giurisdizioni autonome dette "Leghe", Volpaia venne a trovarsi compresa nella "Lega del Chianti", tra i popoli del "Terzo" di Radda.
Da questa collocazione dipendevano sia la circoscrizione ecclesiastica sia i collegamenti stradali. Volpaia faceva parte infatti della diocesi fiesolana e la sua chiesa, dedicata a San Lorenzo martire, dipendeva dalla pieve di Santa Maria Novella. Da quest'ultima località, importante nodo viario chiantigiano, si dipartiva una strada che, passando per Volpaia, serviva per i collegamenti tra l'alta valle della Pesa e il Valdarno superiore (proprio per questo a Volpaia sarebbe poi nato nel XV secolo uno spedale per il ricovero dei pellegrini). La via scendeva nel fosso della val di Pesa, ove ne sono visibili ancor oggi alcuni tratti, e poi risaliva in direzione di Albola (località anch'essa con chiesa suffraganea della pieve di Santa Maria Novella), donde guadagnava facilmente il crinale dei monti che separano il Chianti dal Valdarno superiore.

## Le battaglie del Quattrocento
Situata nella zona nevralgica del Chianti senese, Volpaia ebbe a subire più volte le conseguenze della secolare lotta fra la Repubblica senese e quella fiorentina. I due stati, confinanti proprio in questa regione, si erano di reciproco ostacolo nell'espansione territoriale, e perciò trovavano continui pretesti per scontrarsi sul piano militare.
A lasciare i loro segni furono soprattutto le scorrerie del capitano di ventura Alberico da Barbiano, durante la guerra tra Firenze e Filippo Maria Visconti, e le due disastrose invasioni aragonesi del 1452 e del 1478. In diverse occasioni, infatti, il Castello di Volpaia partecipò alla difesa delle posizioni della Repubblica fiorentina nel Terzo di Radda. Ma fu nel corso della seconda invasione aragonese che esso si mise particolarmente in luce per il proprio attaccamento a Firenze.
Il 24 dicembre 1477 si erano alleati contro Firenze la Repubblica di Siena e Ferdinando, re di Napoli. L'anno successivo questo pericoloso blocco militare ottenne anche la benedizione pontificia, giacché all'alleanza aderì Papa Sisto IV, adirato contro i Medici perché questi avevano ritenuto compromesso nella congiura dei Pazzi suo nipote, cardinale di San Giorgio.
Nel luglio del 1478 l'esercito dei collegati senesi e aragonesi attaccò lo stato fiorentino dalla val di Staggia, pose l'assedio al castello di Rencine e presto lo conquistò. Poi, nell'agosto, si impadronì dei principali fortilizi chiantigiani, tra i quali quello di Volpaia. E poiché gli articoli terzo e sesto della Lega stabilivano che tutte le terre e i castelli conquistati dai collegati entro un raggio di 15 miglia da Siena dovessero appartenere ai senesi, Volpaia sembrava dovesse ormai far parte del campo avverso a Firenze. Viceversa, il mese di agosto non era ancora finito e già Volpaia si ribellava ai senesi che ne avevano preso possesso. Anzi, scacciata la guarnigione che le era stata posta a guardia, fece prigioniero il commissario senese, di nome Cipriano, che fu condotto a Firenze.
L'esercito dei collegati, avvisato della rivolta, accorse con Federico, figlio del re di Napoli, alla testa di molte truppe, e il due settembre, vinta la resistenza dei difensori, espugnò nuovamente il castello di Volpaia. Ma non fu una conquista duratura: il sette ottobre dello stesso anno il fortilizio fu riconquistato dai fiorentini, come la maggior parte dei castelli chiantigiani. Infine la guerra si spostò fuori dal territorio del Chianti, ma continuò ancora con alterne vicende fino alla tregua che fu patteggiata a Roma nel 1479, e trasformata in pace nel marzo 1480.

## Arte

### Il Castello

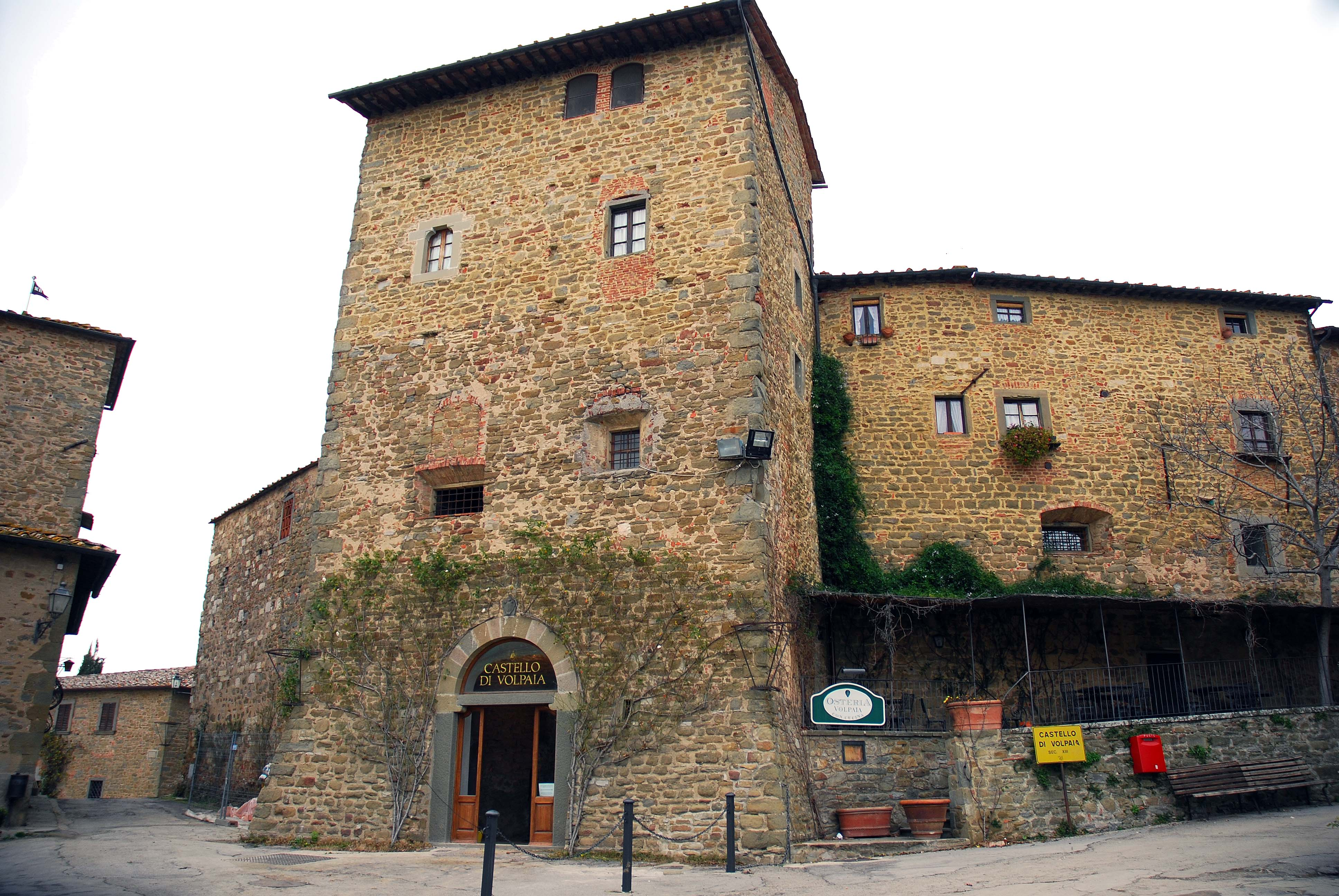
Castello di Volpaia

Nonostante numerose integrazioni e distruzioni, il Castello di Volpaia conserva ancor oggi notevoli testimonianze del suo passato di fortificazione fiorentina nel territorio del Chianti. Il fortilizio era formato da una cinta di mura a pianta grossolanamente ellittica, nella quale si alternavano alcune torri di difesa. La maggiore di queste, posta a lato della porta d'ingresso, doveva fungere da mastio. Oltre a qualche tratto delle mura originali, rimangono oggi la poderosa torre principale della fortificazione, a pianta rettangolare, e una delle torri minori. Una torretta cilindrica, situata nel lato nord, è da considerarsi invece aggiunta in epoca posteriore, giacché la sua muratura, a sasso accapezzato, è diversa da quella, a filaretto, delle parti più antiche del castello. È probabile sia stata edificata dopo le distribuzioni aragonesi del 1478, poiché dalla seconda metà del XV secolo si costruirono spesso torri rotonde, che erano più adatte a sostenere l'attacco delle nuove artiglierie. Una svolta, anche dal punto di vista della struttura architettonica del castello, ebbe luogo nel secolo XVI, con il declino della potenza senese che portò nel 1555 alla caduta della repubblica. Ebbe inizio per il Chianti un lungo periodo di pace e il Castello di Volpaia, venuta meno la sua originaria funzione difensiva, perse poco a poco anche il suo aspetto guerresco: alcuni portali tardo-rinascimentali che si aprono in abitazioni entro il castello, testimoniano di questo mutamento, che portò alla scomparsa di larghi tratti di mura e alla costruzione di edifici di abitazione.
Una via percorreva il castello all'interno, lungo il suo asse maggiore, dividendolo in due parti quasi eguali. In corrispondenza dell'inizio di questa via principale si apriva la porta di accesso al fortilizio, oggi scomparsa per le alterazioni che ha subito tutta la parte sud-ovest delle mura (ma essa è ancora riprodotta nei disegni di un cabreo del 1801). Nello stesso settore sono invece notevoli resti di costruzioni medioevali interne al castello, incorporate in edifici usati per abitazione.

### Ospedaleto dei Cavalieri Di Malta
A metà della via che divideva il Castello al suo interno, troviamo l'Ospedaletto dei Cavalieri di Malta, edificio oggi adibito a cantina dall'antica famiglia Selvolini, l'ospedaletto viene costruito al centro del castello, intorno all'anno 1400, forniva ospitalità e cure per i pellegrini.
Si può notare, su un architrave di una finestra, una grande pietra arenaria con inciso la Croce di Malta, simbolo dei Cavalieri.
All'interno la struttura possiede archi in mattoni, e le sue pareti sono formate da grandi pietre poste a filaretto.

### Chiesa di San Lorenzo

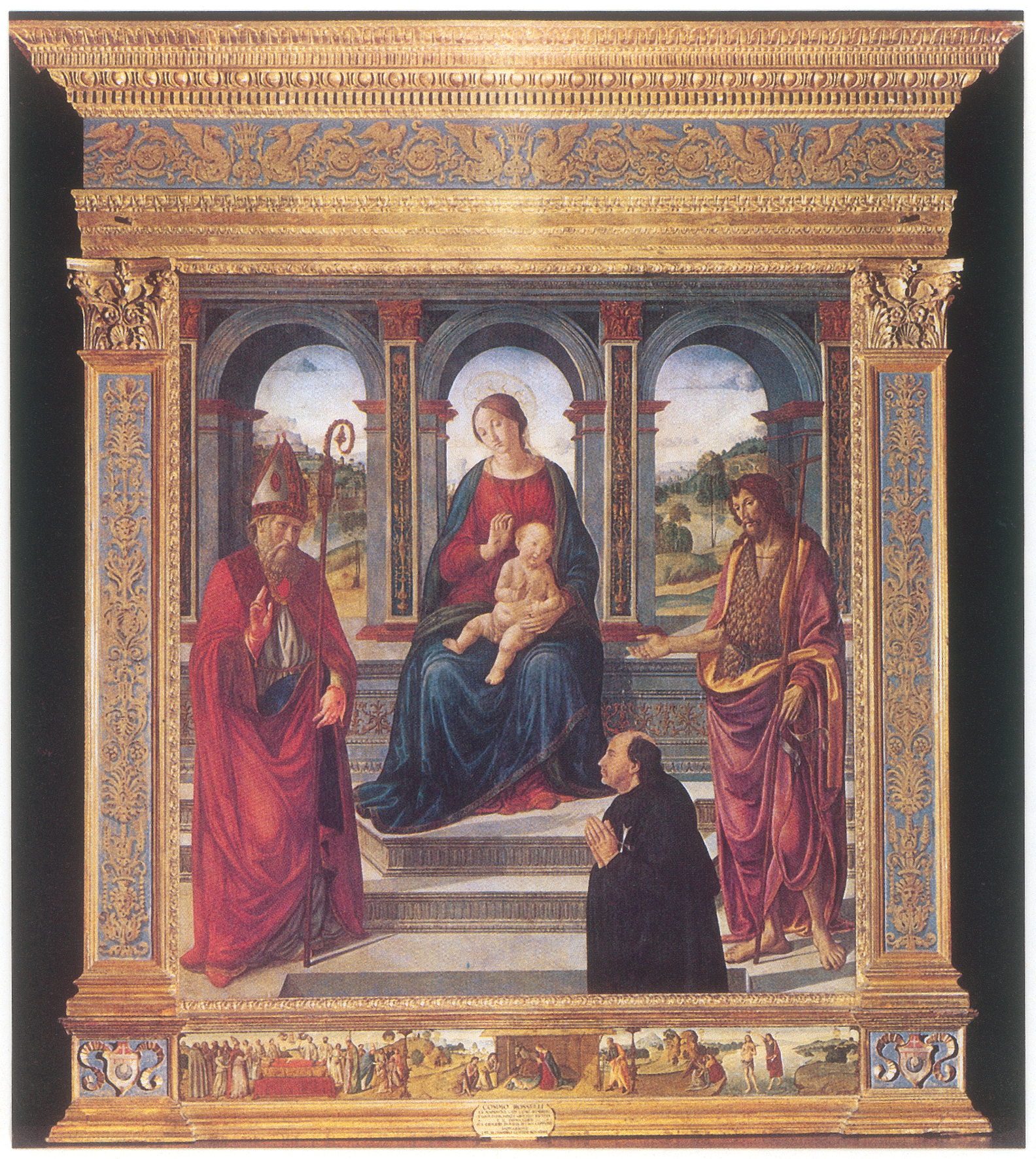
Cosimo Rosselli, pala d'altare un tempo conservata nella Comenda

Entro la cinta muraria era compresa anche l'antica chiesa di Volpaia, tuttora riconoscibile per avere nella facciata un occhio circolare, oggi murato, e, al di sopra del semplicissimo portale, un archivolto a sesto acuto. Essa ha una pianta presso a poco rettangolare, un'unica navata, ed è coperta con semplici capre a vista. Questa costruzione, assai rozza, potrebbe risalire al XIV secolo, ma è anche possibile che sia stata edificata nella seconda metà del Quattrocento, dopo le distruzioni degli aragonesi, sui resti di una chiesetta romanica preesistente. Infatti la sua fiancata destra, che coincide con un tratto della cinta muraria, non è rivestita da filaretti di arenaria come le parti più antiche del castello, e invece mostra un paramento murario irregolare dove bozze di bianco alberese ben scalpellate, forse residuo di una chiesetta romanica preesistente, si alternano a frammenti di arenaria. La chiesa, cui serviva da campanile una delle superstiti torri del castello, è stata sconsacrata nel XIV secolo, quando è stata costruita la nuova chiesa di Volpaia.
La totale mancanza di brani architettonicamente impegnati o di decorazioni scultoree rende problematica una precisa datazione dei resti del castello di Volpaia. Tuttavia, nelle più antiche strutture murarie, caratterizzate da un perfetto rivestimento a filaretti, la fortificazione può essere fatta risalire alla prima metà del XII secolo. A causa della vicinanza di alcune cave di arenaria (sino a qualche anno fa ancora sfruttate) la costruzione è prevalentemente realizzata con tale pietra. E ciò le conferisce un aspetto bruno-dorato, insolito nel Chianti, ove, anche nelle fortificazioni, prevale la solare chiarezza dell'alberese.

### Commenda di San'Eufrosino

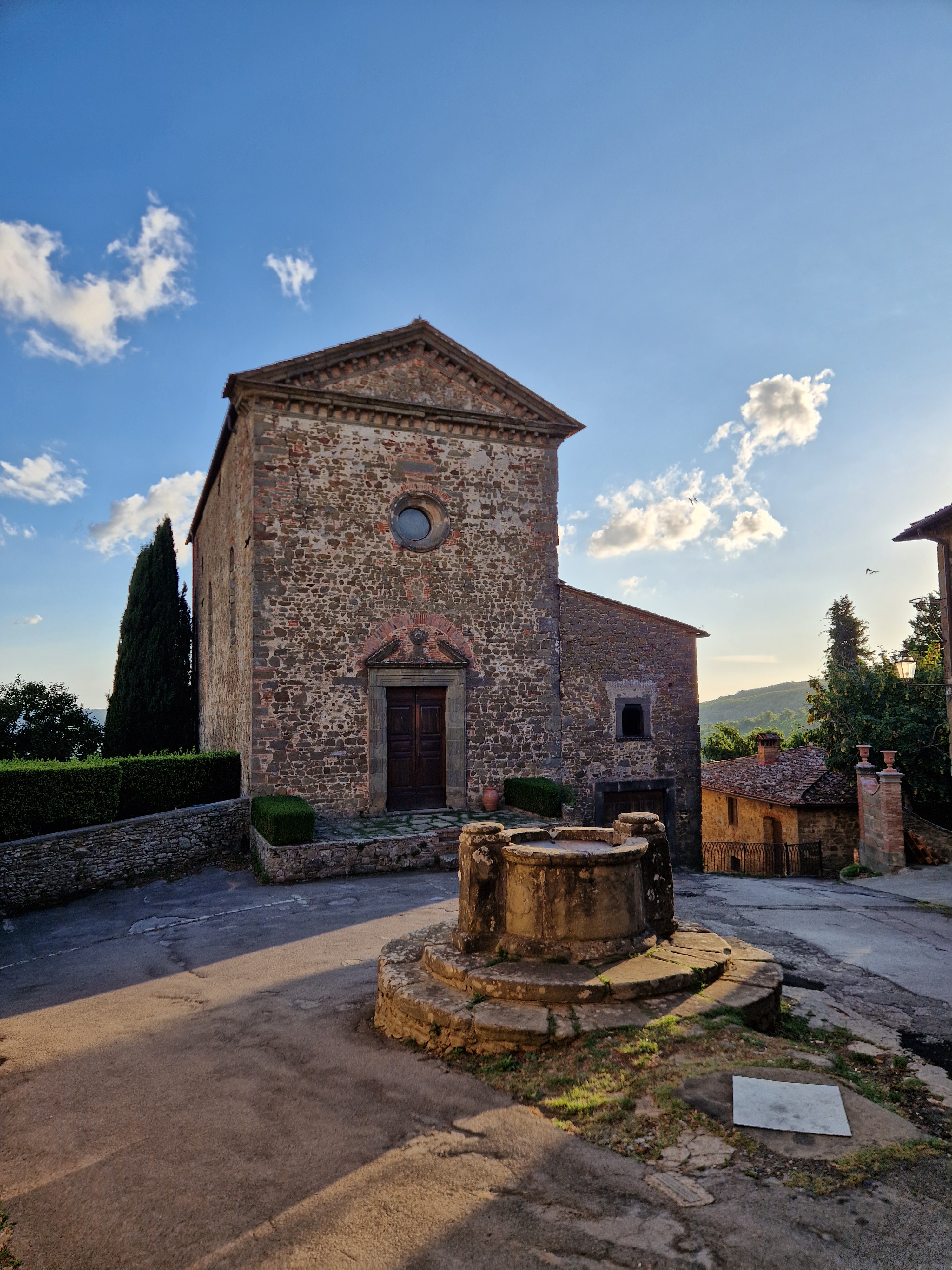
La Commenda

Non vi sono invece problemi di collocazione temporale per il più insigne edificio, vanto e simbolo di Volpaia; la chiesa-torre intitolata a Sant'Eufrosino, evangelizzatore del Chianti, dichiarata "Monumento Nazionale" nel 1982. Essa è detta comunemente "La Commenda" perché era legata in origine a una "commenda", o beneficio, di vari poderi, istituita nel 1443 da Ser Piero della Volpaia, il quale ne aveva investito Fra Bartolomeo Canigiani, cavaliere gerosolimitano.
L'impianto e la struttura della Commenda di Sant'Eufrosino (la cui facciata è riprodotta nell'etichetta del Chianti Classico di Volpaia) sono quattrocentesche, di ispirazione tipicamente michelozziana. Ma le derivazioni da Michelozzo vi sono interpretate con uno stile vicino a quello di Giuliano da Maiano. Il monumento – costruito fra il 1443 e il 1460 – è comunque di tale importanza da meritare un suo proprio studio monografico. Nel suo interno era conservata fino al 1932 (anno in cui la chiesa fu sconsacrata) una delle più importanti opere di Cosimo Rosselli, realizzata nel 1480: una grande pala con cornice architettonica intagliata e dipinta, che si trova attualmente al Centro nazionale di studi sul Rinascimento a Firenze.

### Altri edifici
Nei pressi del castello sorsero anche, specie con la Controriforma, oratori e piccole chiese. Due di queste architetture minori, entrambe risalenti al XVII secolo, rimangono ancora: 
- Cappella della Madonna della Neve detta Cappella di Ceppeto.

La cappella alla fine del XVIII secolo viene indicata quale oratorio dell'arcangelo Raffaello e venne edificata dalla famiglia Braccini il cui stemma ancora oggi sormonta il portale. La facciata è semplicissima e presenta un semplice portale affiancato da due finestre tutte incorniciate in pietra serena. Unica caratteristica degna di nota è il tetto che ha le falde fortemente aggettanti per poter proteggere gli inginocchiatoi posti sotto le finestre.
- Cappella della Madonna del Fossato,.

La cappella sorge isolata in un bosco nei pressi di Volpaia ed è circondata da cipressi. Venne costruita per sostituire un tabernacolo contenente un dipinto del XV secolo raffigurante la Madonna col Bambino, dipinto considerato miracoloso. Sotto l'altare vi è un'iscrizione con la data 1687 che potrebbe essere l'anno di costruzione dell'edificio.
La facciata è dominata dalla mole del semplice portico architravato che viene sostenuto da due pilastri tuscanici in pietra serena. Agli spigoli della facciata vi sono delle semplici lesene anch'esse in pietra serena. Si accede al portico mediante una breve e ripida scalinata alla cui base ci sono dei pilastrini in pietra sostenenti dei pinnacoli piramidali in arenaria. Nella parte inferiore della facciata, quella sotto il portico, è situato il portale di accesso, sormontato da un frontone spezzato con al centro uno stemma, e due finestrelle con inferriata; tutte queste aperture presentano una elegante cornice in pietra. L'interno della cappella è a aula unica con copertura a capriate e con la parte terminale rialzata di un gradino per sottolineare l'area presbiterale. Nella parte di fondo, ai lati dell'altare, sono due aperture che danno accesso alla sacrestia.

## La famigliaDella Volpaia

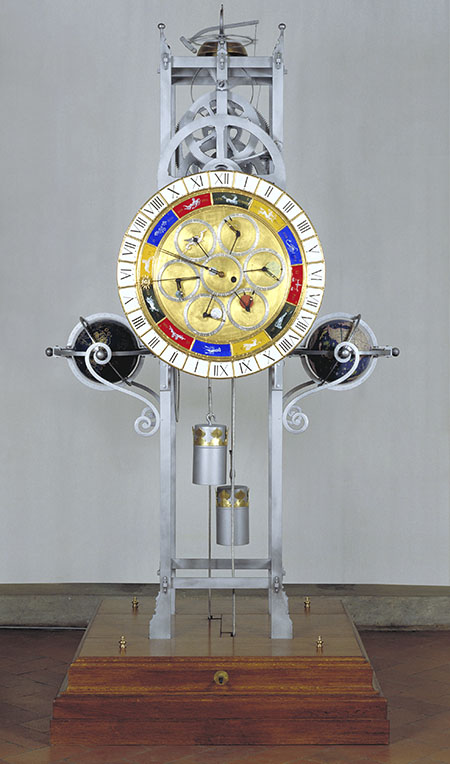
Orologio di Lorenzo della Volpaia

Originaria della Volpaia era la famiglia fiorentina che dal castello prendeva nome: famiglia che nei secoli XV e XVI espresse una serie di eruditi, artisti e costruttori di orologi, sfere armillari, compassi e notturlabi. Anzi, questa particolare meccanica di precisione, tipico aspetto della scienza pre-galileiana, si è soliti farla risalire, per Firenze, proprio ai Della Volpaia. Tra di essi, i primi nomi conosciuti sono quelli di Benvenuto e Lorenzo, del secolo XV. Quest'ultimo, amico di Leonardo da Vinci e in questioni tecniche spesse volte suo confidente, è noto per aver costruito per conto dei Medici l'orologio planetario che attualmente si trova in Palazzo Vecchio. Egli ebbe tre figli: Benvenuto, Eufrosino e Cammillo. Di un figlio di Cammillo, Girolamo, è pervenuto il maggior numero di strumenti.
Il Museo Galileo di Firenze possiede numerose opere dei Della Volpaia, e soprattutto di Girolamo, del quale vanno ricordati, tra gli altri, un orologio notturno e solare firmato e datato 1568 e una sfera armillare, anch'essa con firma e data (1564).
Altri strumenti si trovano al Science Museum di Londra, al National Maritime Museum di Greenwich, all'Adler Planetarium di Chicago e in altri importanti Musei di storia della scienza.
Di particolare rilievo anche i tre codici Della Volpaia (Codex Marciano nº 5363, Codex Magliabechi cl. XIX, nº 90, Codex Antinori nº 17) che costituiscono tipici esempi dei manuali (segreti e personalissimi) redatti dagli artigiani del
Altri illustri personaggi appartenuti alla stessa famiglia furono: ser Piero della Volpaia, che nel 1443 fondò e dotò la Commenda di Sant'Eufrosino; Lorenzo di Frosino della Volpaia, priore dello Spedale degli Innocenti a Firenze negli anni 1456-58; Francesco di Frosino della Volpaia, eletto podestà di Radda nel 1633.

## La vocazione vitivinicola
Ciò che va sottolineato è che le vicende di Volpaia e delle famiglie che via via ne hanno posseduto il territorio sono state sempre strettamente legate allo sviluppo vinicolo del Chianti e della vera zona storica d'origine del Chianti Classico. Asse portante di questo sviluppo fu il sistema mezzadrile, di cui restano testimonianza i casali isolati nei poderi che, quali punti di insediamento, risalgono alla rivoluzione agraria del XII secolo: quella rivoluzione che portò appunto anche nel Chianti alla prevalenza del contratto mezzadrile sull'organizzazione agraria altomedievale imperniata sulle "curtes". E che Volpaia fosse un centro vitivinicolo di particolare importanza è confermato anche dal fatto che essa (a differenza di Brolio, Meleto e altri castelli chiantigiani) è una tipica "terra murata", cioè un borgo fortificato; ciò testimonia che la scelta di fortificare Volpaia non dipese da ragioni soltanto militari, ma soprattutto dall'esigenza di proteggere l'economia rurale della zona (già allora vitivinicola) che, evidentemente, doveva essere ritenuta di grande pregio. Tale situazione è ancora chiaramente illustrata dalle mappe dei Capitani di Parte Guelfa verso la metà del Cinquecento, ove il borgo-castello è raffigurato con il circuito murario completo munito di ben sei porte.
Le fortune dell'economia vitivinicola di Volpaia ebbero notevole incremento a partire dal secolo XVI, quando la lunga pace seguita al turbinoso periodo di lotte tra Siena e Firenze consentì ai vini chiantigiani di diffondersi e farsi apprezzare non soltanto in Italia, ma in vaste zone d'Europa. E le colline di Volpaia, passate via via in proprietà a grandi famiglie terriere come i conti Capponi, i Canigiani e i marchesi Bartolini-Baldelli, vantano da allora un tale primato enologico da esser sempre state definite, per antonomasia, come "poggi viniferi", secondo la definizione raccolta dal Repetti nel suo Dizionario geografico fisico storico della Toscana apparso nel 1841.
Su questi colli nascono ancor oggi il Chianti Classico e gli altri vini del Castello di Volpaia, prodotti in un ambiente conservatosi nei secoli con il suo intatto carattere medievale e quattrocentesco, protetto dal vincolo paesaggistico della Soprintendenza ai Monumenti: le cantine ricavate negli antichi sotterranei del Castello e della Commenda, l'imbottigliamento nelle sale di un palazzetto patrizio, le abitazioni nelle rustiche case medievali; un complesso urbanistico che, inquadrato tra le vigne, gli oliveti e i boschi che lo circondano, rappresenta un vero e proprio monumento, sia per i caratteri edilizi e artistici dei suoi edifici, sia quale attestato di una remota cultura e prosperità fondata, oggi come allora, sulla vite e sul Chianti Classico.
Il suo Chianti Classico Riserva 2015 è stato classificato al 3º posto da Wine Spectator nella sua celebre classifica dei 100 vini migliori del mondo.